# Dactyloceras ocelligera
Dactyloceras ocelligera is een vlinder uit de familie herfstspinners (Brahmaeidae). De wetenschappelijke naam is voor het eerst geldig gepubliceerd in 1889 door Arthur Gardiner Butler.
De soort komt voor in het Afrotropisch gebied.